# Маттисон, Александр
Александр Маттисон (англ. Alexander Mattison, 19 июня 1998, Сан-Бернардино, Калифорния) — американский футболист, раннинбек клуба НФЛ «Миннесота Вайкингс».

## Биография
Александр Маттисон родился 19 июня 1998 года в Сан-Бернардино в штате Калифорния. Во время учёбы в школе он участвовал в образовательной программе Dual Immersion, свободно говорит на испанском языке. Он участвовал в соревнованиях по борьбе, выигрывал чемпионат Лиги Маунтин-Вэлли по бегу на 110 метров с барьерами. По результатам двух последних сезонов в составе школьной футбольной команды, когда он набрал 2 017 и 2 057 выносных ярдов соответственно, Маттисон включался в сборную звёзд турнира по версии газеты San Bernardino Sun. Помимо учёбы и спорта Александр активно участвовал в общественной жизни города и мероприятиях, проводимых Первой пресвитерианской церковью. После окончания школы, летом 2016 года, он поступил в Университет штата Айдахо в Бойсе.

### Любительская карьера
Выступления за «Бойсе Стейт Бронкос» Маттисон начал с сезона 2016 года. В дебютном чемпионате он выходил на поле во всех тринадцати играх команды, набрал на выносе 328 ярдов с четырьмя тачдаунами. Во втором сезоне он сыграл в четырнадцати матчах, в том числе в девяти в стартовом составе. Свой лучший матч в 2017 году он сыграл против «Колорадо Стейт», набрав 242 ярда с тремя тачдаунами, а всего в чемпионате на выносе набрал 1 086 ярдов и занёс двенадцать тачдаунов.
В 2018 году Маттисон стал лучшим раннинбеком конференции Маунтин-Вест, набрав 1 415 ярдов в тринадцати проведённых играх. Дважды за сезон он набирал более 200 ярдов в одной игре. После завершения чемпионата его включили в состав сборной звёзд конференции. Также Александр был одним из претендентов на приз Доука Уокера, вручаемый лучшему бегущему студенческого футбола.

#### Статистика выступлений в NCAA
| Сезон | Команда             | Игры | Приём | Приём | Приём | Приём | Вынос | Вынос | Вынос | Вынос |
| Сезон | Команда             | Игры | Rec   | Yds   | Y/A   | TD    | Att   | Yds   | Y/A   | TD    |
| ----- | ------------------- | ---- | ----- | ----- | ----- | ----- | ----- | ----- | ----- | ----- |
| 2016  | Бойсе Стейт Бронкос | 13   | 5     | 54    | 10,8  | 0     | 67    | 328   | 4,9   | 4     |
| 2017  | Бойсе Стейт Бронкос | 14   | 28    | 284   | 10,1  | 1     | 212   | 1 086 | 5,1   | 12    |
| 2018  | Бойсе Стейт Бронкос | 13   | 27    | 173   | 6,4   | 0     | 302   | 1 415 | 4,7   | 17    |
| Всего | Всего               | 40   | 60    | 511   | 8,5   | 1     | 581   | 2 829 | 4,9   | 33    |

### Профессиональная карьера
Перед драфтом 2019 года обозреватель Bleacher Report Мэтт Миллер оценивал Маттисона как игрока, который сразу сможет дать результат в ситуациях, когда надо набрать небольшое количество ярдов. Преимуществами игрока он называл хорошие антропометрические данные, навыки игры блокирующим, которые востребованы на третьих даунах. Слабыми сторонами были нехватка дистанционной скорости и низкая подвижность при смене направления движения.
Маттисон был выбран «Миннесотой» в третьем раунде драфта под общим 102 номером. В мае он подписал с клубом четырёхлетний контракт на общую сумму 3,342 млн долларов. В играх регулярного чемпионата 2019 года Александр набрал на выносе 462 ярда с одним тачдауном и 82 ярда на приёме. Издание Sports Illustrated отметило, что новичок «Вайкингс» справился с задачей замены в составе Латавиуса Мюррея.

#### Статистика выступлений в НФЛ

##### Регулярный чемпионат
| Сезон | Команда            | Игры | Приём | Приём | Приём | Приём | Вынос | Вынос | Вынос | Вынос |
| Сезон | Команда            | Игры | Rec   | Yds   | Y/A   | TD    | Att   | Yds   | Y/A   | TD    |
| ----- | ------------------ | ---- | ----- | ----- | ----- | ----- | ----- | ----- | ----- | ----- |
| 2019  | Миннесота Вайкингс | 13   | 10    | 82    | 8,2   | 0     | 100   | 462   | 4,6   | 1     |
| Всего | Всего              | 13   | 10    | 82    | 8,2   | 0     | 100   | 462   | 4,6   | 1     |

##### Плей-офф
| Сезон | Команда            | Игры | Приём | Приём | Приём | Приём | Вынос | Вынос | Вынос | Вынос |
| Сезон | Команда            | Игры | Rec   | Yds   | Y/A   | TD    | Att   | Yds   | Y/A   | TD    |
| ----- | ------------------ | ---- | ----- | ----- | ----- | ----- | ----- | ----- | ----- | ----- |
| 2019  | Миннесота Вайкингс | 2    | 1     | 10    | 10,0  | 0     | 6     | 23    | 3,8   | 0     |
| Всего | Всего              | 2    | 1     | 10    | 10,0  | 0     | 6     | 23    | 3,8   | 0     |